# تحصیل بسیمه
تحصیل بسیمه (به انگلیسی: Basima) یک شهرک در پاکستان است که در ایالت بلوچستان واقع شده‌است. تحصیل بسیمه ۱٬۰۷۶ متر بالاتر از سطح دریا واقع شده‌است.